# ГЕС Оїґава
ГЕС Оїґава (яп. 大井川発電所, О:іґава хацуденшьо, Гепберн: Ōigawa hatsudensho) — гідроелектростанція в Японії на острові Хонсю. Знаходячись між ГЕС Окуїдзумі (вище по течії) та ГЕС Куновакі (32 МВт), входить до складу каскаду на річці Ой, яка на східному узбережжі острова впадає до затоки Суруга (Тихий океан).
Забір ресурсу для роботи станції починається від бетонної гравітаційної греблі Оїґава висотою 34 метра та довжиною 66 метрів, яка потребувала 24 тис. м3 матеріалу. Вона утримує водосховище з площею поверхні 0,13 км2 та об'ємом 788 тис. м3, з яких 503 тис. м3 відносяться до корисного об'єму. Далі по правобережжю прокладена дериваційна траса довжиною 9,1 км, основну частину якої становить тунель з діаметром 5,2 метра. На своєму шляху вона також сполучається зі ще двома  водосховищами, створеними на притоках Ой за допомогою бетонних гравітаційних гребель:
- на доволі значній річці Сумата зведена споруда висотою 35 метрів та довжиною 59 метрів, котра потребувала 21 тис. м3 матеріалу та утримує резервуар з площею поверхні 0,11 км2 і об'ємом 987 тис. м3 (корисний об'єм 522 тис. м3);
- на струмку Йокодзавагава знаходиться гребля висотою 19 метрів та довжиною 40 метрів, яка потребувала 3 тис. м3 матеріалу та утворила водосховище з площею поверхні лише 1 гектар і об'ємом 72 тис. м3 (корисний об'єм 61 тис. м3).
На завершальному етапі ресурс потрапляє до трьох напірних водоводів  довжиною по 0,25 км зі спадаючим діаметром від 3 до 2,1 метра. В системі також працює вирівнювальний резервуар висотою 24 метра з діаметром 18 метрів.
Основне обладнання станції становлять три турбіни типу Френсіс загальною потужністю 70,5 МВт (номінальна потужність станції рахується як 68,2 МВт), котрі використовують напір у 113 метрів.